# Blackburn Rovers Football Club 2020-2021
Questa voce raccoglie le informazioni riguardanti il Blackburn Rovers Football Club nelle competizioni ufficiali della stagione 2020-2021.

## Maglie e sponsor
| Casa | Trasferta |

Sponsor ufficiale: Recoverite
Fornitore tecnico: Umbro

## Rosa
Aggiornata al 16 dicembre 2021.
| N. |                        | Ruolo | Calciatore          |
| -- | ---------------------- | ----- | ------------------- |
| 1  | Belgio (bandiera)      | P     | Thomas Kaminski     |
| 2  | Namibia (bandiera)     | D     | Ryan Nyambe         |
| 3  | Inghilterra (bandiera) | D     | Harry Pickering     |
| 4  | Inghilterra (bandiera) | C     | Bradley Johnson     |
| 5  | Spagna (bandiera)      | D     | Daniel Ayala        |
| 6  | Inghilterra (bandiera) | C     | Jacob Davenport     |
| 7  | Germania (bandiera)    | C     | Reda Khadra         |
| 8  | Inghilterra (bandiera) | C     | Joe Rothwell        |
| 9  | Inghilterra (bandiera) | A     | Sam Gallagher       |
| 10 | Inghilterra (bandiera) | C     | Tyrhys Dolan        |
| 11 | Inghilterra (bandiera) | C     | Joe Rankin-Costello |
| 13 | Inghilterra (bandiera) | P     | Aynsley Pears       |
| 14 | Inghilterra (bandiera) | A     | Daniel Butterworth  |
| 16 | Inghilterra (bandiera) | D     | Scott Wharton       |

| N. |                        | Ruolo | Calciatore         |
| -- | ---------------------- | ----- | ------------------ |
| 19 | Inghilterra (bandiera) | C     | Leighton Clarkson  |
| 20 | Inghilterra (bandiera) | D     | Tayo Edun          |
| 21 | Inghilterra (bandiera) | C     | John Buckley       |
| 22 | Cile (bandiera)        | A     | Ben Brereton Díaz  |
| 23 | Inghilterra (bandiera) | C     | Bradley Dack       |
| 24 | Inghilterra (bandiera) | D     | Hayden Carter      |
| 25 | Paesi Bassi (bandiera) | D     | Jan Paul van Hecke |
| 26 | Irlanda (bandiera)     | D     | Darragh Lenihan    |
| 27 | Inghilterra (bandiera) | D     | Lewis Travis       |
| 30 | Inghilterra (bandiera) | A     | Ian Poveda         |
| 38 | Inghilterra (bandiera) | D     | Tyler Magloire     |
| 41 | Grecia (bandiera)      | P     | Antōnīs Stergiakīs |
| 42 | Paesi Bassi (bandiera) | D     | Deyovaisio Zeefuik |